# UCI Africa Tour 2018
Die UCI Africa Tour 2018 ist die 14. Austragung des zur Saison 2005 vom Weltradsportverband UCI eingeführten afrikanischen Straßenradsport-Kalenders unterhalb der UCI WorldTour, der zu den UCI Continental Circuits für Männer gehört.
Die Eintagesrennen und Etappenrennen der UCI Africa Tour sind in drei UCI-Kategorien (HC, 1 und 2) eingeteilt. Bei jedem Rennen werden Punkte für eine Gesamtwertung der Fahrer, Mannschaften und Nationen vergeben. An der Mannschaftswertung nehmen die Professional Continental Teams und die Continental Teams teil, nicht jedoch die startenden UCI WorldTeams. An der Nationenwertung nehmen nur die Nationen des Kontinents teil, gezählt werden aber die Ergebnisse aller Circuits.

Zu den Regeln der einzelnen Ranglisten: 

## Oktober
| Datum  | Rennen       | Kat. | Sieger               | Team |
| ------ | ------------ | ---- | -------------------- | ---- |
| 27.–5. | Tour du Faso | 2.2  | Salah Eddine Mraouni |      |

## November
| Datum   | Rennen         | Kat. | Sieger         | Team                       |
| ------- | -------------- | ---- | -------------- | -------------------------- |
| 12.–19. | Tour of Rwanda | 2.2  | Joseph Areruya | Dimension Data for Qhubeka |

## Januar
| Datum   | Rennen                    | Kat. | Sieger         | Team   |
| ------- | ------------------------- | ---- | -------------- | ------ |
| 15.–21. | La Tropicale Amissa Bongo | 2.1  | Joseph Areruya | Ruanda |
| 26.–29. | Tour des Zibans           | 2.2  | Abdellah Hida  |        |

## Februar
| Datum   | Rennen                                 | Kat. | Sieger                 | Team          |
| ------- | -------------------------------------- | ---- | ---------------------- | ------------- |
| 15.     | Afrikameisterschaft – Einzelzeitfahren | CC   | Mekseb Debesay         | Eritrea       |
| 18.     | Afrikameisterschaft – Straßenrennen    | CC   | Amanuel Gebreigzabhier | Eritrea       |
| 20.–23. | Grand Prix d’Alger                     | 2.2  | Charalampos Kastrantas | Java-Partizan |

## März
| Datum   | Rennen                                                 | Kat. | Sieger         | Team                                     |
| ------- | ------------------------------------------------------ | ---- | -------------- | ---------------------------------------- |
| 20.–21. | Tour de la Pharmacie Centrale                          | 2.2  | Gaëtan Bille   | Sovac-Natura4Ever                        |
| 23.     | Grand Prix International Pharmacie Centrale de Tunisie | 1.2  | Gruffudd Lewis |                                          |
| 27.–2.  | Tour d’Algérie                                         | 2.2  | Azzedine Lagab | Groupement Sportif des Pétrolier Algérie |

## April
| Datum   | Rennen            | Kat. | Sieger        | Team |
| ------- | ----------------- | ---- | ------------- | ---- |
| 6.–15.  | Tour du Maroc     | 2.2  | David Riviere |      |
| 22.–29. | Senegal-Rundfahrt | 2.2  | Dan Craven    |      |
| 23.–26. | Tour de Limpopo   | 2.2  | Gustav Basson |      |

## Mai
| Datum  | Rennen                                 | Kat. | Sieger                  | Team              |
| ------ | -------------------------------------- | ---- | ----------------------- | ----------------- |
| 4.–7.  | Tour International de la Wilaya d’Oran | 2.2  | Laurent Evrard          | Sovac-Natura4ever |
| 6.     | 100 Cycle Challenge                    | 1.2  | Nolan Hoffman           |                   |
| 26.–3. | Tour du Cameroun                       | 2.2  | Bonaventure Uwizeyimana |                   |

## August
| Datum  | Rennen         | Kat. | Sieger         | Team                       |
| ------ | -------------- | ---- | -------------- | -------------------------- |
| 5.–12. | Tour of Rwanda | 2.2  | Samuel Mugisha | Dimension Data for Qhubeka |

## September
| Datum   | Rennen                   | Kat. | Sieger       | Team                  |
| ------- | ------------------------ | ---- | ------------ | --------------------- |
| 9.–15.  | Tour Ivoirien de la Paix | 2.2  | Isiaka Cissé |                       |
| 26.–30. | Grand Prix Chantal Biya  | 2.2  | Juraj Bellan | Dukla Banska Bystrica |

## Gesamtwertung
(Endstand: 21. Oktober 2018)
| Platz | Fahrer                  |          | Team | Punkte |
| ----- | ----------------------- | -------- | ---- | ------ |
| 1.    | Joseph Areruya          | Ruanda   | DMP  | 487,75 |
| 2.    | Youcef Reguigui         | Algerien | SNE  | 356    |
| 3.    | Azzedine Lagab          | Algerien | GSP  | 343    |
| 4.    | Amanuel Ghebreigzabhier | Eritrea  | DDC  | 267,5  |
| 5.    | Metkel Eyob             | Eritrea  | TSG  | 261,5  |

| Platz | Team                                      |            | Punkte |
| ----- | ----------------------------------------- | ---------- | ------ |
| 1.    | Sovac-Natura4Ever                         | Algerien   | 771    |
| 2.    | Delko Marseille Provence KTM              | Frankreich | 581,75 |
| 3.    | Groupement Sportif des Pétroliers Algérie | Algerien   | 520    |
| 4.    | Terengganu Cycling Team                   | Malaysia   | 384,5  |
| 5.    | VIB Sports                                | Bahrain    | 307    |

| Platz | Nation    | Punkte |
| ----- | --------- | ------ |
| 1.    | Eritrea   | 1402,5 |
| 2.    | Algerien  | 1203   |
| 3.    | Ruanda    | 1159,5 |
| 4.    | Südafrika | 963,07 |
| 5.    | Marokko   | 673,5  |